# Samuel Rowbotham
Samuel Rowbotham (Samuel Birley Rowbotham, Pseudonym Parallax; * 1816; † 23. Dezember 1884 in London) war der Gründer der Zetetic Society, einer Vorläuferorganisation der Flat Earth Society, die eine flache Erde propagiert.
1849 veröffentlichte er ein 16-seitiges Pamphlet, in dem er aufbauend auf seiner Interpretation einiger Passagen der Bibel die Idee vertrat, die Erde sei keine Kugel. Er baute später seine Theorie aus und veröffentlichte 1865 das 221-seitige Buch Zetetic Astronomy: Earth Not a Globe. Eine 1881 erschienene weitere Auflage des Buchs hatte 430 Seiten.
Nach Rowbothams Ansicht ist die Erde eine flache Scheibe mit dem Nordpol im Zentrum.
Die Sonne sei weniger als 4000 Meilen von London entfernt.
Nach Rowbothams Tod gründeten seine zahlreichen Mitstreiter die Universal Zetetic Society und veröffentlichten eine Zeitschrift namens The Earth Not a Globe Review. Rowbotham und seine Anhänger waren bekannt für zahlreiche öffentliche Debatten mit führenden Naturwissenschaftlern. Die Gesellschaft blieb bis ins 20. Jahrhundert aktiv; ihr Zuspruch ging jedoch nach dem Ersten Weltkrieg deutlich zurück. Später wurden Rowbothams Ideen von der Flat Earth Society vertreten. Sie werden seit 2015 durch die Verbreitung im Internet wieder zunehmend beliebter.